# Albert Wirth (Maler)

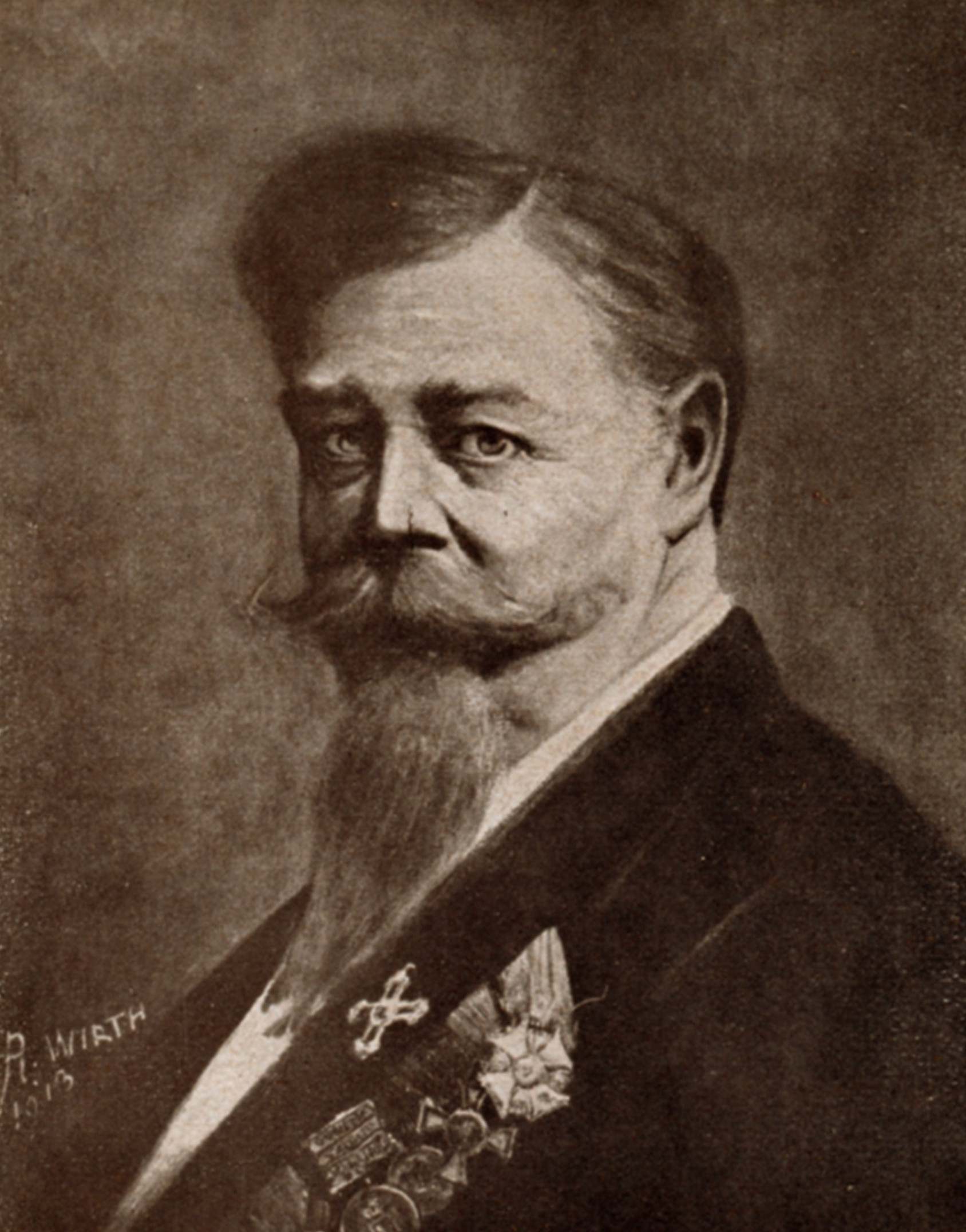
Albert Wirth

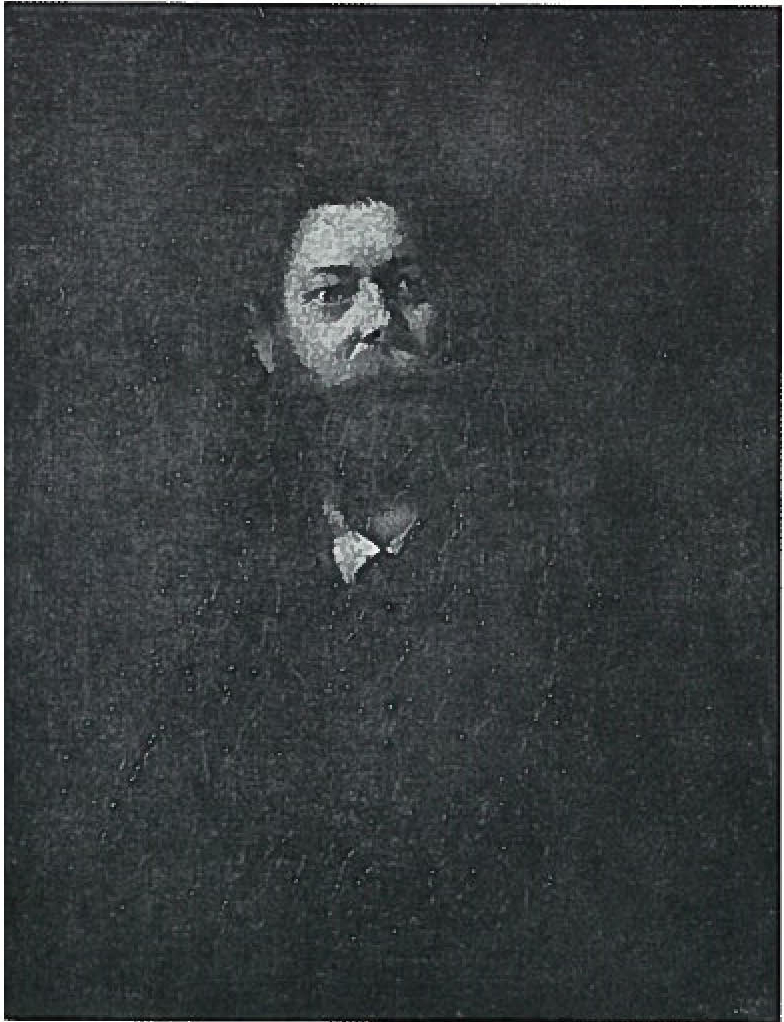
Albert Wirth (porträtiert von Lovis Corinth, 1884)

Johann Albert Wirth (* 8. Januar 1848 in Biberach an der Riß; † 31. Januar 1923 in Berlin) war ein deutscher Maler. 

## Leben
Albert Wirth wurde 1848 als Sohn des Buchbinders und Papierhändlers Jakob Konrad Wirth und dessen Ehefrau Marie Sabine Keller in Biberach an der Riß geboren. Als Freiwilliger im 2. Württembergischen Jägerbataillon erlebte er den Deutsch-Französischen Krieg 1870/71, den er später in zahlreichen Zeichnungen und Gemälden darstellte.
Nach dem Studium an der Kunstschule Stuttgart (1871/73) arbeitete er als Dekorations- und Bühnenmaler in Wien, Berlin, Karlsruhe, Rom (1875) und Schwerin. 1878 gründete er in Hamburg mit seinem württembergischen Landsmann Albert Bay († 1927) das kunstgewerbliche Atelier Wirth & Bay (Dekorationsmaler). Hier lernten auch später bekannte Künstler wie Paul Kayser (Maler, 1869–1942) und Arthur Illies (Maler und Graphiker, 1870–1952). 1884 wurde Albert Wirth von dem damals noch kaum bekannten Künstler Lovis Corinth porträtiert. 1887 heiratete er in Hamburg die Kaufmannstochter Henriette „Henny“ Plewe, mit der er eine Tochter hatte.
Von 1889 bis zu seinem Tod lebte Wirth in Berlin in der Schöneberger Zietenstraße an der Zwölf-Apostel-Kirche, die er auch in einigen seiner zahlreichen Stadtansichten festhielt. Ab 1. Oktober 1895 wirkte er als Lehrer für Malereitechnik in einer durch Anton von Werner neu gegründeten Klasse an der Hochschule für die bildenden Künste, einer Unterrichtsanstalt innerhalb der Preußischen Akademie der Künste in Berlin. 1909 wurde ihm dort der Titel eines Professors verliehen, seitdem nannte er sich auch „Albertus“. Albert Wirth starb 1923 in Berlin.
Albert Wirth war seit 1888 Mitglied des Vereins für Hamburgische Geschichte, seit 1911 des Vereins für die Geschichte Berlins und seit 1915 des Herold. Verein für Heraldik, Genealogie und verwandte Wissenschaften zu Berlin. Zudem war er seit 1881 Mitglied im Freimaurerbund sowie seit 1897 der Berliner Freimaurerloge Friedrich Wilhelm zur Morgenröthe. Sein historisches Interesse zeigt sich auch in dem 1916 erfolgten Angebot seiner Mitarbeit in der Württembergischen Kommission für Landesgeschichte.

## Werke
Bildende Kunst
Werke von Albert Wirth finden sich heute vor allem im Museum für Hamburgische Geschichte und im Braith-Mali-Museum in Biberach an der Riß, Reproduktionen von Zeichnungen und Bildern aus dem Krieg 1870/71 und 1914/18 auch im Landesarchiv Baden-Württemberg, Abt. Hauptstaatsarchiv Stuttgart.
Schriften
- Einiges über dekorative Kunst. In: Illustrirte kunstgewerbliche Zeitschrift für Innendekoration. Bd. 7(1896), Heft 8, S. 132 [Aus: Die Kunst-Halle, Berlin].
- Die Technik der Wandmalerei. In: Illustrirte kunstgewerbliche Zeitschrift für Innendekoration. Bd. 10 (1899), Heft 1, S. 14–16.
- Die Württemberger vor Paris 1870. Bilder und Episoden aus der ersten und zweiten Schlacht bei Villiers und dem Gefecht bei Mont Mesley dargest. von Prof. Albertus Wirth. K. Ad. Emil Müller o. J. [1910].
- Paul Dorsch: Noch ein Schwabenbuch. Württembergs Söhne in Frankreich 1870/71. Neue Folge. Erinnerungen von Kriegsteilnehmern gesammelt und herausgegeben von Paul Dorsch. Mit Titelbild von Albertus Wirth, Mitkämpfer, und 3 Karten von Oberstleutnant z. D. Karl Heberle. Verlag der Vereinsbuchhandlung, Calw und Stuttgart 1911.
- Technik der Malerei mit einer kurzgefaßten Farbenlehre für Künstler und Kunstbeflissene. Otto Maier Verlag, Ravensburg (verschiedene Auflagen: 1916, 1920).